# أنشوفة هيلرية
أنشوفة هيلرية (الاسم العلمي:Anchoa helleri) (بالإنجليزية: Heller's anchovy)‏ هي نوع من الأسماك تتبع جنس الأنشوفة من الفصيلة البلمية.